# Rhys Ifans
Rhys Ifans, született: Rhys Evans (Haverfordwest, 1967. július 22. –) walesi színész, zenész.

## Élete és pályafutása
Walesi anyanyelvű színész, több walesi nyelvű színdarabban is fellépett. 18 éves korában (1986) Londonba ment színészetet tanulni, de a színészet mellett a zene is érdekelte, egy darabig a walesi  Super Furry Animals énekese volt.
Első jelentősebb filmszerepét az Anthony Hopkins rendezésében készült, Augusztus (August) című, Anton Pavlovics Csehov Ványa bácsijából adaptált filmdrámában kapta 1996-ban. Viszont a történet nem Oroszországban, hanem Észak-Walesben játszódott. Egy évvel később már főszerepet játszhatott testvére, Llyr oldalán, Az ikrek visszavágnak (Twin Town) című szatírában. 1998-ban Meryl Streep és Michael Gambon mellett bukkant fel a nagy sikerű Brian Friel színműből adaptált  Pogánytáncban (Dancing at Lughnasa). Ezután John Hurt partnere volt a  Dupla hulla (You’re Dead…) című akciófilmben. 1999-ben a Hugh Grant és Julia Roberts nevével piacra dobott Sztárom a páromban (Notting Hill) is szerepelt.
2000-ben Hollywoodban is bemutatkozott, Adam Sandler, Harvey Keitel és  Patricia Arquette partnereként a Sátánka (Little Nicky) című vígjátékban. 2001-ben egy akcióvígjátékban, A hetedik mennyországban (The 51st State) próbálta ki magát Samuel L. Jackson és Emily Mortimer társaként. 2002-ben helyet kapott Robert Carlyle és  Shirley Henderson mellett  Shane Meadows Volt egyszer egy Közép-Anglia (Once Upon a Time in the Midlands) című szociodrámájában. 2004-ben a  Kitartó szerelem (Enduring Love) című filmdrámában Daniel Craig és Samantha Morton partnere volt, majd jött a  William Makepeace Thackeray klasszikusából megfilmesített Hiúság vására (Vanity Fair), melyben többek között Reese Witherspoon, James Purefoy, Romola Garai, Gabriel Byrne és Jonathan Rhys Meyers mellett játszott. 2007-ben a Hannibal ébredésében a fiatal Hannibal főellenségét formálta meg.

## Filmográfia

### Film
| Év   | Magyar cím                          | Eredeti cím                                   | Szerep                  | Magyar hang             |
| ---- | ----------------------------------- | --------------------------------------------- | ----------------------- | ----------------------- |
| 1996 | Augusztus                           | August                                        | Griffiths               |                         |
| 1997 | Az ikrek visszavágnak               | Twin Town                                     | Jeremy Lewis            | Lux Ádám                |
| 1998 | Pogánytánc                          | Dancing at Lughnasa                           | Gerry Evans             | Rékasi Károly           |
| 1998 | Pogánytánc                          | Dancing at Lughnasa                           | Gerry Evans             | Fenyő Iván              |
| 1999 | Szívet szívért                      | Heart                                         | Alex Madden             |                         |
| 1999 | Dupla hulla                         | You're Dead                                   | Eddie                   | Barabás Kiss Zoltán     |
| 1999 | Sztárom a párom                     | Notting Hill                                  | Spike                   | Győri Péter             |
| 1999 | Sztárom a párom                     | Notting Hill                                  | Spike                   | Megyeri János           |
| 1999 |                                     | Janice Beard                                  | Sean                    |                         |
| 1999 | Robbie, a rénszarvas                | Hooves of Fire                                | Főmanó (hangja)         |                         |
| 2000 |                                     | Rancid Aluminium                              | Pete Thompson           |                         |
| 2000 |                                     | Love, Honour and Obey                         | Matthew                 |                         |
| 2000 | Kevin és Perry a csúcsra tör        | Kevin & Perry Go Large                        | Jobbszem Paul           | Rátóti Zoltán           |
| 2000 |                                     | Sali Mali                                     | narrátor                |                         |
| 2000 | A cserecsapat                       | The Replacement                               | Nigel Gruff             | Juhász György           |
| 2000 | Sátánka – Pokoli poronty            | Little Nicky                                  | Adrian                  | Rátóti Zoltán           |
| 2001 | Szálló                              | Hotel                                         | Trent Stoken            |                         |
| 2001 | Karácsonyi ének                     | Christmas Carol: The Movie                    | Bob Cratchit (hangja)   |                         |
| 2001 | Kikötői hírek                       | The Shipping News                             | Beaufield Nutbeem       | Megyeri János           |
| 2001 | Libidó – Vissza az ösztönökhöz      | Human Nature                                  | Puff                    | Bozsó Péter             |
| 2001 | A hetedik mennyország               | The 51st State                                | Iki                     | Zágoni Zsolt            |
| 2001 | A hetedik mennyország               | The 51st State                                | Iki                     | Miller Zoltán           |
| 2001 | A hetedik mennyország               | The 51st State                                | Iki                     | Schnell Ádám            |
| 2002 | Volt egyszer egy Közép-Anglia       | Once Upon a Time in the Midlands              | Dek                     |                         |
| 2003 | Nyugágy Danny                       | Danny Deckchair                               | Danny Morgan            |                         |
| 2004 | Hiúság vására                       | Vanity Fair                                   | William Dobbin          | Sinkovits-Vitay András  |
| 2004 | Kitartó szerelem                    | Enduring Love                                 | Jed                     | Kolovratnik Krisztián   |
| 2005 | Szentivánéji álom                   | Midsummer Dream                               | Lysander (angol hangja) | Végh Péter              |
| 2005 | Kromofóbia                          | Chromophobia                                  | Colin                   | Fekete Zoltán           |
| 2006 | Garfield 2.                         | Garfield: A Tail of Two Kitties               | McBunny (hangja)        | Józsa Imre              |
| 2007 | Négy utolsó dal                     | Four Last Songs                               | Dickie                  |                         |
| 2007 | Hannibal ébredése                   | Hannibal Rising                               | Grutas                  | Fekete Ernő             |
| 2007 | Elizabeth: Az aranykor              | Elizabeth: The Golden Age                     | Robert Reston           | Schnell Ádám            |
| 2008 |                                     | Come Here Today                               | Alex                    |                         |
| 2009 | Az informátorok                     | The Informers                                 | Roger                   | Csőre Gábor             |
| 2009 | Rockhajó                            | The Boat That Rocked                          | Gavin Kavanagh          | Schnell Ádám            |
| 2009 |                                     | Mr. Nobody                                    | Nemo apja               |                         |
| 2010 |                                     | Mr. Nice                                      | Howard Marks            |                         |
| 2010 | Greenberg                           | Greenberg                                     | Ivan Schrank            | Anger Zsolt             |
| 2010 | Végjáték                            | Passion Play                                  | Sam Adamo               | Schnell Ádám            |
| 2010 | Nanny McPhee és a nagy bumm         | Nanny McPhee and the Big Bang                 | Phil bácsi              | Schnell Ádám            |
| 2010 | Harry Potter és a Halál ereklyéi 1. | Harry Potter and the Deathly Hallows – Part 1 | Xenophilius Lovegood    | Viczián Ottó            |
| 2010 |                                     | Exit Through the Gift Shop                    | narrátor                |                         |
| 2011 | Anonymus                            | Anonymous                                     | Edward de Vere          | Anger Zsolt             |
| 2012 | Ötéves jegyesség                    | The Five-Year Engagement                      | Winton Childs           | Schnell Ádám            |
| 2012 | A csodálatos Pókember               | The Amazing Spider-Man                        | Dr. Curt Connors / Gyík | Schnell Ádám            |
| 2013 |                                     | Another Me                                    | Don                     |                         |
| 2014 | Serena                              | Serena                                        | Galloway                | Menszátor Héresz Attila |
| 2014 | Madame Bovary                       | Madame Bovary                                 | Monsieur Lheureux       | Rubold Ödön             |
| 2015 |                                     | Dominion                                      | Dylan Thomas            |                         |
| 2015 | Megőrjít a csaj                     | She's Funny That Way                          | Seth Gilbert            | Rubold Ödön             |
| 2015 | Egyszer Len                         | Len and Company                               | Len Black               | Schnell Ádám            |
| 2015 |                                     | Under Milk Wood                               | Macska kapitány         |                         |
| 2016 | Alice Tükörországban                | Alice Through the Looking Glass               | Zanik Tipptopp          | Csankó Zoltán           |
| 2016 | Snowden                             | Snowden                                       | Corbin O'Brian          | Rosta Sándor            |
| 2018 | Búcsúpohár                          | The Parting Glass                             | Karl                    | Schnell Ádám            |
| 2019 | Hivatali titkok                     | Official Secrets                              | Ed Vulliamy             | Schnell Ádám            |
| 2020 | Rendbontók                          | Misbehaviour                                  | Eric Morley             |                         |
| 2020 |                                     | Last Call                                     | Dylan Thomas            |                         |
| 2021 |                                     | La Cha Cha                                    | Jeremiah                |                         |
| 2021 |                                     | The Fantastic Flitcrofts                      | Lambert                 |                         |
| 2021 | Pókember: Nincs hazaút              | Spider-Man: No Way Home                       | Dr. Curt Connors / Gyík | Schnell Ádám            |
| 2021 | King’s Man: A kezdetek              | The King's Man                                | Grigori Raszputyin      | Schneider Zoltán        |
| 2023 | Nyad                                | Nyad                                          | John Bartlett           | Máté Gábor              |
| 2023 | Anyánk a kanapén                    | Mother, Couch                                 | Gruffudd                |                         |
| 2024 | Venom – Az utolsó menet             | Venom: The Last Dance                         | Martin                  | Schnell Ádám            |

### Televízió
| Év        | Magyar cím             | Eredeti cím         | Szerep         | Megjegyzések                                       |
| --------- | ---------------------- | ------------------- | -------------- | -------------------------------------------------- |
| 1991      |                        | Spatz               | Dave           | 2 epizód                                           |
| 1995      |                        | Screen Two          | Kevin          | 1 epizód                                           |
| 1997      |                        | Trial & Retribution | Michael Dunn   | 2 epizód                                           |
| 2000–2020 |                        | Sali Mali           | narrátor       | 2 epizód                                           |
| 2004      |                        | Not Only But Always | Peter Cook     | tévéfilm                                           |
| 2008      | A klónfiú              | A Number            | Bernard        | - tévéfilm - magyar hangja: - Schnell Ádám         |
| 2011      | Kalandok Sohaországban | Neverland           | James Hook     | tévéfilm                                           |
| 2013      |                        | Playhouse Presents  | Chris          | 1 epizód                                           |
| 2013–2014 | Sherlock és Watson     | Elementary          | Mycroft Holmes | - 7 epizód - magyar hangja:[forrás?] - Rubold Ödön |
| 2016–2019 | Berlini küldetés       | Berlin Station      | Hector DeJean  | főszereplő (24 epizód)                             |
| 2021      |                        | Temple              | Gubby          | mellékszereplő (2. évad)                           |
| 2022      | Sárkányok háza         | House of the Dragon | Otto Hightower | - főszereplő - magyar hangja: - Sztarenki Pál      |